# Coffiniet

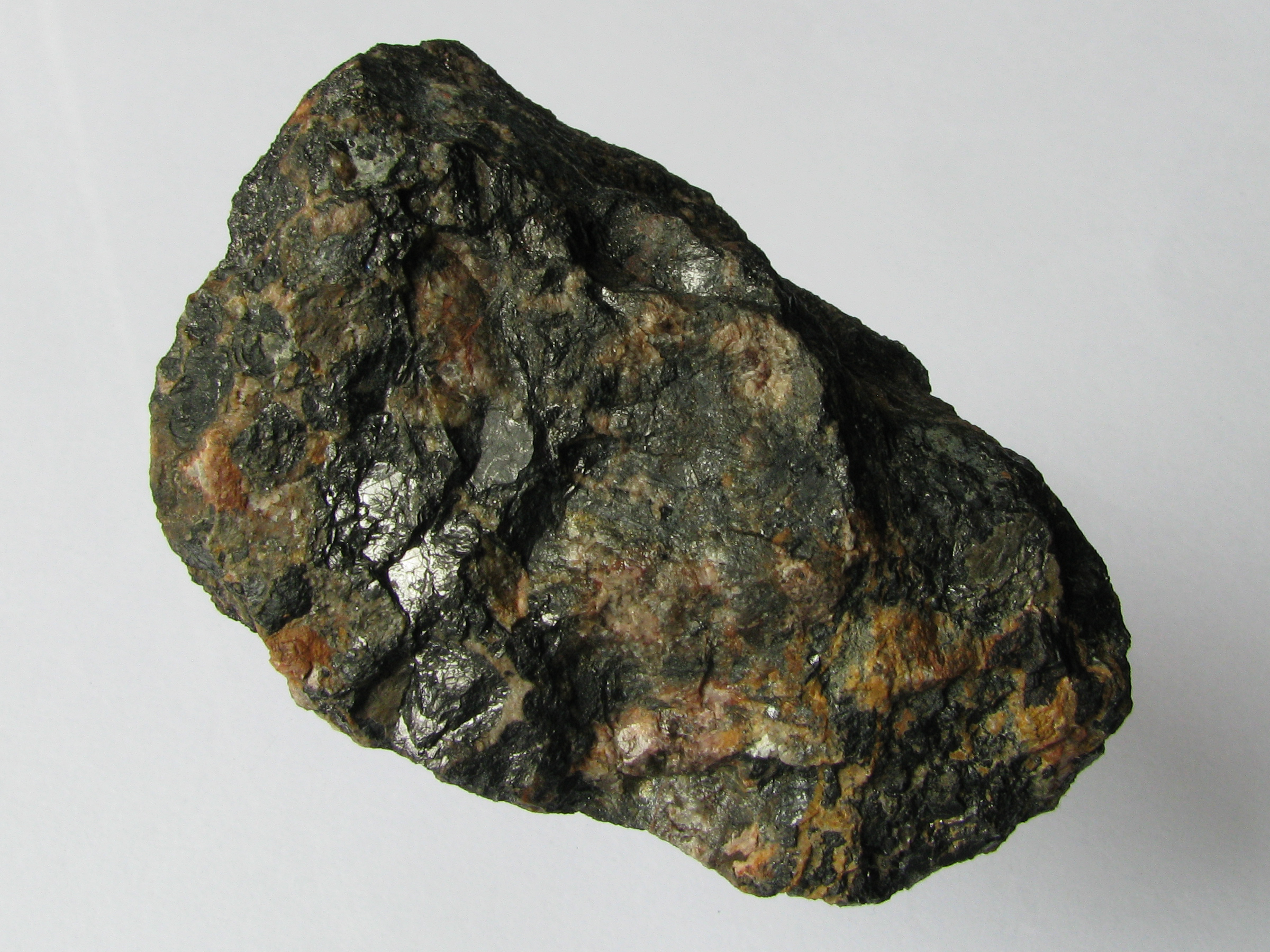
Pekblende met coffiniet

Het mineraal coffiniet is een uranium-silicaat met de chemische formule U(SiO4)1-x(OH)4x. Het mineraal behoort tot de nesosilicaten.

## Eigenschappen
Het vaalbruin tot donkerbruine of zwarte coffiniet heeft een subdiamantglans, een grijszwarte streepkleur en het mineraal kent geen splijting. Coffiniet heeft een gemiddelde dichtheid van 5,5 en de hardheid is 5 tot 6. Het kristalstelsel is tetragonaal en het mineraal is zeer sterk radioactief. De gamma ray waarde volgens het American Petroleum Institute is 5.176.585,31.